# Aba (Verband)
Die Arbeitsgemeinschaft für betriebliche Altersversorgung e. V. (aba) ist ein deutscher Fachverband für Fragen der betrieblichen Altersversorgung.
Die aba wurde am 10. Dezember 1938 in Heidelberg gegründet und ist Nachfolgeorganisation des Verbandes Deutscher Privatpensionskassen e. V., der 1922 gegründet und mit der Gründung der aba aufgelöst wurde.
Sitz des Vereins in Berlin. Die aba ist ein Gesprächspartner für Politik, Justiz, Verwaltung, Arbeitgeber und Arbeitnehmer in allen betriebsrentenrelevanten Fragen. Auf ihn verweist das Bundesfinanzministerium bei Fragen zur betrieblichen Altersversorgung.
Zu ihren rund 1.000 Mitgliedern zählen Unternehmen aller Größenordnungen, Träger der betrieblichen Altersversorgung und Verbände, wie etwa Spitzenverbände der Arbeitgeber und Arbeitnehmer sowie Einzelpersonen – Gutachter, Versicherungsmathematiker, Rechtsanwälte, Steuerberater und Wirtschaftsprüfer – und Interessenten aus dem europäischen Ausland. Seit Mai 2019 ist Georg Thurnes Vorsitzender der aba.
Der Verein gibt die Zeitschrift Betriebliche Altersversorgung (BetrAV) sowie verschiedene Fachbücher zu Fragen der betrieblichen Altersversorgung heraus.

## Publikationen
- (Hrsg.): Die Betriebsrente. Textsammlung 2024, 21. Aufl., C.F. Müller, Heidelberg 2024, ISBN 978-3-8114-6247-2.
- (Hrsg.): Pensionskassen. Grundlagen und Praxis, 2. Aufl., C.F. Müller, Heidelberg 2016, ISBN 978-3-8114-5877-2.
- (Hrsg.): Die Betriebsrente im Versorgungsausgleich. Textsammlung, 4. Aufl., C.F. Müller, Heidelberg 2018, ISBN 978-3-8114-6969-3.
- (Hrsg.): Kapitalanlage in der betrieblichen Altersversorgung. Grundlagen und Praxis, 4. Aufl., C.F. Müller, Heidelberg 2022, ISBN 978-3-8114-5953-3.